# Geoffrey Doumeng
Geoffrey Doumeng (Narbona, 9 novembre 1980) è un ex calciatore francese, di ruolo centrocampista.